# Janet Kidder
Janet Kidder (Cranbrook, 1972) è un'attrice canadese.

## Biografia
Nel 1998 e nel 1999 Janet interpreta due ruoli nella serie televisiva Nikita (La Femme Nikita), il primo, nell'episodio Ultima missione (First Mission), dove impersona Vizcano, il secondo, accanto alla zia Margot Kidder, nell'episodio Roberta (Walk on By), in cui le due interpretano rispettivamente la giovane e la vecchia Roberta, madre di Nikita. La parte di Janet è in brevi sequenze di flashback. Tra il 1998 e il 2000 prende parte a una decina di episodi delle prime due stagioni della serie televisiva canadese di commedia Made in Canada, in cui interpreta il personaggio di Lisa Sutton. Nel 1999 prende parte a cinque episodi finali della seconda stagione della serie di fantascienza Pianeta Terra - Cronaca di un'invasione (Earth: Final Conflict), nei panni di Julia Cook. La serie è stata ideata da Gene Roddenberry, il creatore di Star Trek, ma realizzata postuma.
Dal 2002 al 2004 è protagonista di entrambe le stagioni della serie televisiva canadese di genere giallo Tom Stone, in cui interpreta il caporale Marina Del Luzio. Dal 2015 al 2016 è nel cast della quarta stagione della serie televisiva DC Comics Arrow, in cui interpreta il personaggio ricorrente di Ruvé Adams, conosciuta anche come Ruvé Darhk, sindaca di Star City e segretamente affiliata all'organizzazione terroristica H.I.V.E.: viene uccisa da Lonnie Machin, nella sua vendetta contro Damien Darhk, marito di Ruvé. Nel 2018 la Kidder interpreta Lila Jacobs in cinque episodi della serie televisiva di fantascienza ucronica L'uomo nell'alto castello (The Man in the High Castle), tratta dal romanzo La svastica sul sole di Philip K. Dick. Nel 2021 appare nella terza stagione della serie televisiva Star Trek: Discovery, facente parte del franchise fantascientifico di Star Trek, nel ruolo di Osyraa, perfida Orioniana, ministro della Catena di Smeraldo, recitando nei quattro episodi Il rifugio (The Sanctuary), Su'Kal (Su'Kal), C'è una marea... (There Is a Tide...) e Quella speranza sei tu (seconda parte) (That Hope Is You, Part 2).

## Vita privata
Janet Kidder è figlia di John Kidder e nipote dell'attrice Margot Kidder, quindi cugina della sceneggiatrice Maggie McGuane, figlia di Margot.

## Filmografia parziale

### Cinema
- Men with Guns, regia di Kari Skogland (1997)
- Il mio campione (A Cool, Dry Place), regia di John N. Smith (1998)
- La sposa di Chucky (Bride of Chucky), regia di Ronny Yu (1998)
- Too Much Sex, regia di Andrew Ainsworth (1999)
- X Change - Scambio di corpi (Xchange), regia di Allan Moyle (2001)
- Century Hotel, regia di David Weaver (2001)
- Dead Awake, regia di Marc S. Grenier (2001)
- Darkness Falling, regia di Dominic Shiach (2003)
- Licantropia apocalypse (Ginger Snaps 2: Unleashed), regia di Brett Sullivan (2004)
- Brain on Fire, regia di Gerard Barrett (2016)

### Televisione
- Il senso della verità (The Absolute Truth), regia di James Keach - film TV (1997)
- Una donna senza scrupoli (Bad to the Bone), regia di Bill Norton - film TV (1997)
- La guerra del Golfo (Thanks of a Grateful Nation), regia di Rod Holcomb - film TV (1998)
- La ragazza della porta accanto (The Girl Next Door), regia di Eric Till (1998)
- Nikita (La Femme Nikita) - serie TV, espisodi 2x10-3x11 (1998-1999)
- Made in Canada - serie TV, 10 episodi (1998-2000)
- Psi Factor - serie TV, episodi 3x18-3x21 (1999)
- Pianeta Terra - Cronaca di un'invasione (Earth: Final Conflict) - serie TV, 5 episodi (1999)
- Sea People, regia di Vic Sarin - film TV (1999)
- Squadra Med - Il coraggio delle donne (Strong Medicine) - serie TV, episodio 1x01 (2000)
- Blessed Stranger: After Flight 111, regia di David Wellington - film TV (2000)
- A Mother's Fight for Justice, regia di Thomas Rickman - film TV (2001)
- The Big Heist, regia di Robert Markowitz - film TV (2001)
- Tom Stone - serie TV, 26 episodi (2002-2004)
- Www.facili_prede (Defending Our Kids: The Julie Posey Story), regia di Joanna Kerns - film TV (2003)
- Casualty - serie TV, episodio 19x09 (2004)
- Doctors - serie TV, episodi 7x29-7x30 (2005)
- Superstorm, regia di Julian Simpson - miniserie TV, episodi 1x01-1x02-1x03 (2007)
- Supernatural - serie TV, episodio 6x08 (2010)
- Parole magiche - La storia di J.K. Rowling (Magic Beyond Words), regia di Paul A. Kaufman - film TV (2011)
- Continuum - serie TV, 12 episodi (2012-2014)
- Fringe - serie TV, episodio 4x11 (2012)
- The Killing - serie TV, episodio 2x10 (2012)
- Motive - serie TV, episodio 1x06 (2013)
- Arrow - serie TV, 7 episodi (2015-2016)
- Garage Sale Mystery – serie TV, 1 episodio (2015)
- Somewhere Between - serie TV, 2 episodi (2017)
- L'uomo nell'alto castello (The Man in the High Castle) - serie TV, 5 episodi (2018)
- Kung Fu - serie TV, 5 episodi (2021-2022)
- Star Trek: Discovery - serie TV, 4 episodi (2021)

## Doppiatrici italiane
Nelle versioni in italiano delle opere in cui ha recitato, Janet Kidder è stata doppiata da:
- Alessandra Cassioli in The Killing
- Cristina Boraschi in Motive
- Roberta Paladini in Arrow
- Sonia Mazza in Garage Sale Mystery
- Francesca Tardio in Brain on Fire
- Eliana Lupo in Somewhere Between
- Nunzia Di Somma ne L'uomo nell'alto castello
- Angela Brusa in Star Trek: Discovery